# Type 97 Te-Ke
Il Type 97 Te-Ke è stato un tankette giapponese progettato nei tardi anni trenta per rimpiazzare il precedente Type 94 TK. Bene armato per la sua categoria, operò discretamente sia in Cina sia durante le prime vittoriose fasi della guerra mondiale nel Pacifico, ma quando dovette confrontarsi contro sistemi d'arma di recente costruzione i suoi limiti divennero palesi.

## Storia

### Sviluppo
Negli anni trenta il Giappone decise di meccanizzare una piccola parte delle proprie forze, rivolgendosi all'uso di autoblindo, che però si dimostrarono poco adatte per il terreno accidentato della Cina settentrionale. A partire dal 1932 i vertici militari studiarono il problema e preferirono adoperare un mezzo completamente cingolato, poco costoso e rapido; tali richieste sfociarono nella consegna dei tankette Type 92 e Type 94, impiegati come mezzi di collegamento, rifornimento e da ricognizione. Entrambi i modelli avevano però un grave difetto meccanico: a causa dell'altezza della ruota di rinvio e della ridotta porzione di cingolo a contatto con il suolo, esso usciva dal posto se la marcia avveniva ad alte velocità.
Per disporre di un veicolo leggero migliore, l'esercito imperiale inviò le specifiche alle industrie giapponesi anche nell'ottica di standardizzare la propulsione dei propri veicoli con motori diesel: il brevetto del nuovo mezzo andò alla Hino Motors, che per il 1936 aveva costruito un prototipo. Essenzialmente il nuovo veicolo si basava sulla versione migliorata del Type 94 con la ruota di rinvio posteriore abbassata fino a toccare il terreno, dando così maggior stabilità alla marcia e permettendo l'installazione di armi più capaci di una mitragliatrice; tuttavia riteneva il motore nella parte anteriore dello scafo e la torretta in posizione fortemente arretrata, il che rendeva difficoltose le comunicazioni tra pilota e comandante vista la mancanza di un interfono. Durante il novembre 1937 fu elaborata una diversa architettura del mezzo, che pose la torretta più avanti, decentrata sulla sinistra, e il motore nel vano posteriore: questa sistemazione fu accettata.

### Produzione
La linea d'assemblaggio del Type 97 fu aperta nel 1938 rimpiazzando quella per il Type 94 e per il termine dell'anno erano state completate 56 unità; il 1939 vide la fabbricazione di 217 veicoli e nel 1940 venne toccata la maggior punta produttiva con 284 carri costruiti, per complessivi 557 esemplari consegnati alla fine dell'anno. (altre fonti riportano 501) Tra il 1941 e il 1944 furono poi prodotti altri cinquantanove mezzi, portando il totale di Type 97 fabbricati a 616.

### Impiego operativo
Solitamente i Type 97 Te-Ke erano organizzati in compagnie indipendenti di 10 o 17 mezzi, assegnate alle divisioni di fanteria come supporto corazzato. Sul fronte cinese, dove erano stati schierati nel 1938, poterono operare con successo a causa della deficienza avversaria in mezzi corazzati o cannoni anticarro. Le loro principali mansioni erano comunque la ricognizione armata, garantire le comunicazioni tra reparti e l'ordine pubblico nei territori conquistati dall'Impero giapponese, ma ebbero impiego anche come trattori d'artiglieria oppure come portamunizioni in virtù del piccolo rimorchio corazzato che poteva essere loro vincolato; non raro il loro utilizzo come posti d'osservazione per l'artiglieria. Il battesimo del fuoco vero e proprio per il piccolo blindato risale però alla metà del 1939, quando combatté contro i sovietici a Nomonhan e Khalkhin Gol dimostrandosi nettamente inferiore ai corazzati russi.
All'inizio della guerra nel Pacifico era considerato un carro con ottime prestazioni per i ruoli che ricopriva: le contenute dimensioni e il peso poco consistente rendevano facile il trasporto lungo i fiumi o per mare, e viaggiava con facilità sulle tortuose e strette strade dell'epoca; difficile inoltre che s'impatanasse o che facesse crollare ponti anche danneggiati. I Type 97 contribuirono non poco alla vittoria sulle forze britanniche a Malaya e ai combattimenti nelle Filippine, operando in coordinazione con la fanteria. Con il proseguire del conflitto e la riorganizzazione degli Alleati, alla quale contribuì l'enorme apparato industriale statunitense, il Type 97 Te-Ke decadde rapidamente, delineando tutti i suoi limiti: l'equipaggio di soli due elementi oberava il comandante di compiti, impedendogli di sfruttare al meglio il veicolo; la corazza rivettata da 16 mm non garantiva speranze in uno scontro con altri mezzi e l'armamento, se in linea con gli standard degli anni trenta, si rivelò totalmente inutile contro i carri di nuova generazione degli Alleati. A partire dunque dal 1943 la maggior parte dei Type 97 fu ritirata dal fronte, ma alcuni parteciparono alle sanguinose battaglie sul fronte del Pacifico, durante le quali non ebbero possibilità alcuna contro i carri medi M4 Sherman, venendo tutti distrutti o abbandonati.

## Caratteristiche
Il Type 97 Te-Ke era un tankette di ingombro assai ridotto, misurando appena 3,70 metri in lunghezza e neppure 1,80 metri in altezza, cosa che oltretutto lo avvantaggiava sul campo di battaglia. Lo scafo, piuttosto inclinato sul frontale, presentava corazzature rivettate spesse tra i 16 e i 4 mm, inefficace contro armi anticarro anche di modesta potenza. Internamente rivestito con fogli di amianto per proteggere da eventuali urti l'equipaggio di due uomini: il pilota sedeva nella parte anteriore sinistra del veicolo e guidava con due leve direzionali assistite dall'azione congiunta della frizione e del freno; il comandante trovava posto in torretta, dotata di un portello posteriore ma sprovvista di cupola. Questa era anche la sede dell'armamento, un cannone Type 94 da 37 mm L/46 rifornito di 96 oppure 102 proiettili di solito del tipo APHE (pesanti 700 grammi), che raggiungevano una velocità alla volata di 700 m/s ed erano dunque capaci di penetrare corazze spesse 32 mm inclinate di 30° dalla distanza di 500 metri. Il cannone godeva di un limitato brandeggio di 20° indipendente dalla rotazione della torretta e l'alzo copriva da -15° a +20°: entrambe le operazioni erano eseguite manualmente dal comandante. Un simile equipaggiamento rappresentò una vera innovazione nell'ambito dei tankette, poiché nessun altro veicolo estero era armato di un cannone di tale calibro, ma la scarsità di pezzi fece sì che un'importante aliquota di carri fosse armata con la mitragliatrice Type 97 da 7,7 mm, per la quale erano caricabili 2.800 cartucce.
Il treno di rotolamento, rimasto invariato, si componeva per lato di 4 doppie ruote accoppiate mediante due carrelli: ognuno era vincolato a un braccio oscillante longitudinale, assicurati a una grossa molla elicoidale montata parallela al terreno. La doppia ruota motrice era anteriore e quella di rinvio, parimenti doppia, era imperniata in fondo al treno; i doppi rulli superiori erano due. Per risolvere il problema dello scingolamento furono aggiunte guide centrali a forma di dente che tenevano i cingoli in asse con le ruote e i rulli. La trasmissione anteriore era collegata all'apparato motore diesel sistemato nel retro: si trattava di un Ikega a 4 cilindri alimentato a gasolio, capace di sviluppare 65 hp a 2.300 giri al minuto; con un serbatoio da 91 litri e un consumo medio di 38 litri ogni 100 chilometri percorsi su strada, il veicolo era in grado di raggiungere una velocità massima di 42 km/h e poteva contare su un raggio operativo di 250 chilometri.
Complessivamente il Type 97 Te-Ke pesava 4,2 tonnellate o 4,75 tonnellate ed era capace di oltrepassare trincee larghe 1,60 metri, ostacoli da 0,80 metri e guadi profondi fino a 0,76 metri.

## Varianti
Dal Type 97 Te-Ke fu estrapolato il Type 98 So-Da, un trasporto truppe messo in campo in piccole quantità e comunque non molto apprezzato dai comandi nipponici causa la mancanza di armi.